# Свети Димитър (Въмбел)
Вижте пояснителната страница за други значения на Свети Димитър.
„Свети Димитър“ (на гръцки: Aγίου Δημητρίου) е православна църква в развалини в бившето костурско село Въмбел (Мосхохори), Егейска Македония, Гърция. Църквата е подчинена на Костурската епархия.

## Местоположение
Църквата е разположена зад хълм, в северната част на бившето село Въмбел.

## История
Църквата е изградена в 1871 година - датата е изписана на греда над входа. Храмът е с изключително добра зидария и е построен вероятно от епирски майстори. Разрушен е в 1965 година, когато в него случайно избухва снаряд при военни учения. Представлява голяма каменна базилика с паднал покрив.